# Gal (enhet)
Gal eller galileo är en äldre mätenhet för tyngdacceleration som har använts inom geodesin.
Enheten var definierad i CGS-systemets enheter som 1 Gal = 1 cm/s². I dagens SI-enheter är 1 Gal = 0,01 m/s².
Enheten fick sitt namn efter Galileo Galilei, som gjorde de första mätningarna av tyngdaccelerationen i början av 1600-talet. Namnet skrivs med versalt G för att undvika förväxling med gallon.
Tyngdaccelerationen vid jordytan varierar från 976 Gal nära ekvatorn, till 983 Gal nära polerna, med variationer som främst beror på latituden och höjden över havet. Variationer som uppkommer från stora berg, eller områden i jordskorpan med lägre densitet, kan vara typiskt tio till hundra milligal (mGal).
| Base value         | (Gal, eller cm/s2) | (ft/s2)   | (m/s2)   | (Tyngdacceleration, g0) |
| ------------------ | ------------------ | --------- | -------- | ----------------------- |
| 1 Gal, eller cm/s2 | 1                  | 0.0328084 | 0.01     | 1.01972×10−3            |
| 1 ft/s2            | 30.4800            | 1         | 0.304800 | 0.0310810               |
| 1 m/s2             | 100                | 3.28084   | 1        | 0.101972                |
| 1 g0               | 980.665            | 32.1740   | 9.80665  | 1                       |